# HD 142415 b
HD 142415 b هو كوكب خارج المجموعة الشمسية يدور حول النجم HD 142415 في كوكبة مسطرة النقاش.اكتشف الكوكب في 30 يونيو 2003 من قبل ميشيل مايور باستخدام مطيافية دوبلر لقياس السرعة الشعاعية للنجم المستضيف. كتلة الكوكب الدنيا تعادل 1.69 كتلة كوكب المشتري بناء على منوسط سعة تقريبي قدرة 51.3 ± 2.3 م/ث. تستغرق الفترة المدارية لهذا الكوكب ليكمل مدارة حول نجمة 386.3 يوم (سنة أرضية و22 يوم) في مدار متوسط مسافتة عن النجم 1.07 وحدة فلكية ولكن الانحراف المركزي للكوكب عالي للغاية يصل إلى حوالي 50٪. مما يعني ان الكوكب يكون على مسافة تقارب 0.5 وحدة فلكية من النجم في الحضيض ونحو 1.605 وحدة فلكية في أوج مدارة.